# Arcadio María Larraona

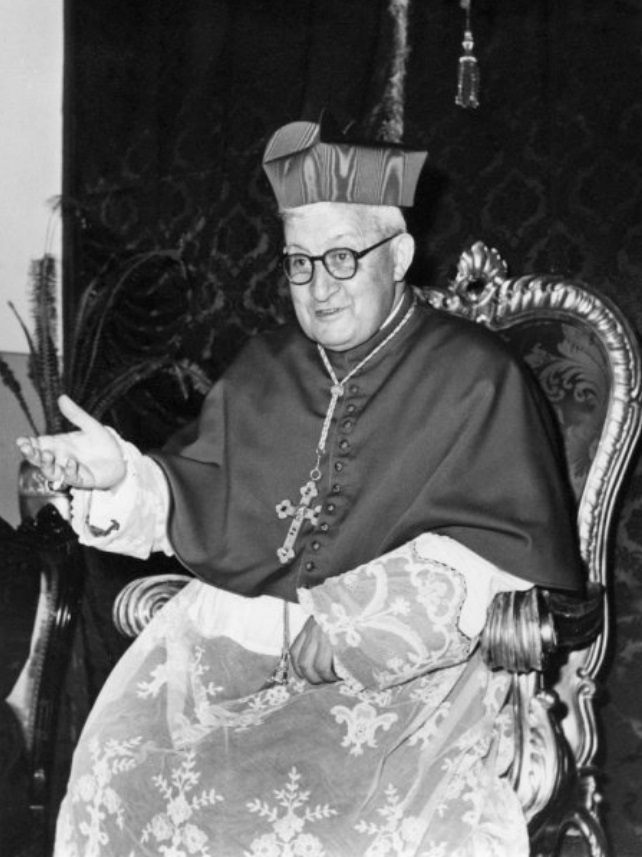
Arcadio María Kardinal Larraona (ca. 1959)

Arcadio María Kardinal Larraona Saralegui CMF (* 13. November 1887 in Oteiza de la Solana, Spanien; † 7. Mai 1973 in Rom) war ein Kurienkardinal der römisch-katholischen Kirche.

## Leben
Arcadio María Larraona Saralegui trat 1899 der Ordensgemeinschaft der Claretiner bei und studierte in Lleida und Rom die Fächer Katholische Theologie und Philosophie. 1911 empfing er das Sakrament der Priesterweihe. Anschließend arbeitete er bis 1918 in verschiedenen Aufgaben der Seelsorge für seinen Orden und betrieb nebenher weiterführende Studien. Von 1918 bis 1959 war er Dozent an verschiedenen römischen Hochschulen. Zugleich versah er diverse Ämter in der Verwaltung seines Ordens. Er war Berater der italienischen Ordensprovinz, Visitator in Deutschland, Generalassistent für Italien, Zentraleuropa und der Republik China.
1943 ernannte ihn Papst Pius XII. zum Untersekretär, 1950 zum Sekretär der Kongregation für die Ordensleute. Papst Johannes XXIII. nahm Arcadio María Larraona Saralegui 1959 als Kardinaldiakon mit der Titeldiakonie Sant Biaggio e Carlo ai Catinari in das Kardinalskollegium auf. Drei Jahre später spendete er ihm nach der Ernennung zum Titularerzbischof pro hac vice von Diocaesarea in Isauria die Bischofsweihe; Mitkonsekratoren waren die Kardinäle Giuseppe Pizzardo und Benedetto Aloisi Masella. Zugleich berief der Papst ihn zum Präfekten der Kongregation für die Riten. Von 1962 bis 1965 nahm Larraona Saralegui am Zweiten Vatikanischen Konzil teil.
Er starb am 7. Mai 1973 in Rom und wurde in der Basilika Sacro cuore immacolato di Maria ai Parioli, an der das Ordensgeneralat der Claretiner angesiedelt ist, beigesetzt.